# Anslutningsfördraget 2011
Anslutningsfördraget 2011 är ett fördrag inom Europeiska unionen som reglerar villkoren för Kroatiens anslutning till unionen och tillhörande anpassningar av unionsrätten med hänsyn till utvidgningen. Fördraget undertecknades den 9 december 2011 i Bryssel, Belgien, av företrädare för unionens dåvarande medlemsstater samt Kroatien. Det trädde i kraft den 1 juli 2013 efter att ha ratificerats av samtliga fördragsslutande parter i enlighet med deras respektive konstitutionella bestämmelser. Därmed blev Kroatien en fullvärdig medlem av Europeiska unionen.
I Kroatien föregicks ratificeringen av en folkomröstning den 22 januari 2012, i vilken fördraget godkändes med en majoritet av 66,7 procent av de röstande.

## Historia
Den 21 februari 2003 ansökte Kroatien om medlemskap i EU. Den 18 juni 2004 blev landet en officiell kandidat och den 3 oktober 2005 påbörjades medlemsförhandlingar med EU. Den 24 juni 2011 uppmanade Europeiska rådet medlemsstaterna att avsluta medlemsförhandlingarna med Kroatien i slutet av månaden och att underteckna ett anslutningsfördrag i slutet av året. Förhandlingarna avslutades den 30 juni 2011.
Den 12 oktober 2011 gav Europeiska kommissionen ett positivt yttrande om Kroatiens anslutning till Europeiska unionen och den 1 december 2011 gav Europaparlamentet sitt samtycke med röstsiffrorna 564 för, 38 emot och 32 avstående. 
Anslutningsfördraget undertecknades den 9 december 2011 i Bryssel och trädde i kraft den 1 juli 2013. Den 21 juni 2013 deponerade Tyskland som sista medlemsstat sitt ratificeringsinstrument och därmed blev det formellt fastlagt att Kroatien skulle bli medlem 1 juli 2013.

### Kroatiska observatörer
Från och med undertecknandet av anslutningsfördraget erhöll Kroatien observatörsstatus i Europeiska rådet och Europeiska unionens råd. Efter beslut i talmanskonferensen, erhöll Kroatien också tolv observatörer, utsedda av det nationella parlamentet, i Europaparlamentet från och med den 1 april 2012. Deras mandat sträckte sig fram till dess att Kroatien anslöt sig till unionen. Observatörskapet innebär att företrädaren har rätt att delta i sammanträden, yttra sig men inte delta vid omröstningar.

## Syfte och innehåll
Syftet med fördraget var att fastställa villkoren för Kroatiens anslutning till Europeiska unionen.

### Övergripande struktur
Själva fördraget består enbart av fyra artiklar som fastställer att Kroatien blir en fullvärdig medlem med samma rättigheter och skyldigheter som övriga medlemsstater samt villkoren för ratificeringen och deponeringen av fördraget och ratifikationsinstrumenten. Fördraget innefattar dock även en anslutningsakt, som innehåller mer detaljerade bestämmelser om villkoren för Kroatiens anslutning. Anslutningsakten inkluderar även nio bilagor och ett protokoll, som reglerar detaljerade bestämmelser om bland annat ändringar i olika rättsakter till följd av Kroatiens anslutning.

## Ratificeringsprocessen

### Ratificeringsförfarandet i detalj

Slutgiltig deposition avklarad
Ratificeringsförfarandet avklarat
Ratificeringsförfarandet ej klart
Ratificeringsförfarandet stoppat

| Europeiska unionen |  | 2011-12-09        |                   | 2011-12-09        |                   | ej nödvändigt |  | ej nödvändigt |  |     |    |    |  |
| ------------------ |  | ----------------- | ----------------- | ----------------- | ----------------- | ------------- |  | ------------- |  | --- | -- | -- |  |
|                    |  | Europeiska rådet  | Europeiska rådet  | Europeiska rådet  | Europeiska rådet  | Godkänt       |  | 2011-12-09    |  | 27  | 0  | 0  |  |
|                    |  | Europaparlamentet | Europaparlamentet | Europaparlamentet | Europaparlamentet | Godkänt       |  | 2011-12-01    |  | 564 | 38 | 32 |  |

| Belgien |  | 2011-12-09                         |                                    | 2013-01-24                         |                                    | 2013-02-17 |  | 2013-06-14 |  |     |   |   |  |
| ------- |  | ---------------------------------- | ---------------------------------- | ---------------------------------- | ---------------------------------- | ---------- |  | ---------- |  | --- | - | - |  |
|         |  | Representantkammaren               | Representantkammaren               | Representantkammaren               | Representantkammaren               | Godkänt    |  | 2013-01-24 |  | 121 | 0 | 1 |  |
|         |  | Senaten                            | Senaten                            | Senaten                            | Senaten                            | Godkänt    |  | 2012-12-13 |  | 60  | 0 | 0 |  |
|         |  | Bryssels regionparlament           | Bryssels regionparlament           | Bryssels regionparlament           | Bryssels regionparlament           | Godkänt    |  | 2012-12-22 |  | 76  | 2 | 1 |  |
|         |  | Bryssels förenta församling        | Bryssels förenta församling        | Bryssels förenta församling        | Bryssels förenta församling        | Godkänt    |  | 2013-02-22 |  | 81  | 0 | 2 |  |
|         |  | Flamländska regionparlamentet      | Flamländska regionparlamentet      | Flamländska regionparlamentet      | Flamländska regionparlamentet      | Godkänt    |  | 2013-02-27 |  | 107 | 0 | 0 |  |
|         |  | Flamländska gemenskapsparlamentet  | Flamländska gemenskapsparlamentet  | Flamländska gemenskapsparlamentet  | Flamländska gemenskapsparlamentet  | Godkänt    |  | 2013-02-27 |  | 112 | 0 | 0 |  |
|         |  | Franska gemenskapsparlamentet      | Franska gemenskapsparlamentet      | Franska gemenskapsparlamentet      | Franska gemenskapsparlamentet      | Godkänt    |  | 2013-05-24 |  | 51  | 0 | 0 |  |
|         |  | Franska gemenskapskommissionen     | Franska gemenskapskommissionen     | Franska gemenskapskommissionen     | Franska gemenskapskommissionen     | Godkänt    |  | 2013-01-23 |  | 76  | 0 | 0 |  |
|         |  | Tyskspråkiga gemenskapsparlamentet | Tyskspråkiga gemenskapsparlamentet | Tyskspråkiga gemenskapsparlamentet | Tyskspråkiga gemenskapsparlamentet | Godkänt    |  | 2012-10-22 |  | 19  | 2 | 4 |  |
|         |  | Vallonska regionparlamentet        | Vallonska regionparlamentet        | Vallonska regionparlamentet        | Vallonska regionparlamentet        | Godkänt    |  | 2013-01-30 |  | 66  | 0 | 0 |  |
|         |  | Vallonska gemenskapsparlamentet    | Vallonska gemenskapsparlamentet    | Vallonska gemenskapsparlamentet    | Vallonska gemenskapsparlamentet    | Godkänt    |  | 2013-01-30 |  | 64  | 0 | 0 |  |

| Bulgarien |  | 2011-12-09  |             | 2012-02-17  |             | 2012-02-28 |  | 2012-04-19 |  |     |   |   |  |
| --------- |  | ----------- | ----------- | ----------- | ----------- | ---------- |  | ---------- |  | --- | - | - |  |
|           |  | Parlamentet | Parlamentet | Parlamentet | Parlamentet | Godkänt    |  | 2012-02-17 |  | 180 | 0 | 0 |  |

| Cypern |  | 2011-12-09  |             | 2012-05-03  |             | 2012-05-18 |  | 2012-06-11 |  |    |   |   |  |
| ------ |  | ----------- | ----------- | ----------- | ----------- | ---------- |  | ---------- |  | -- | - | - |  |
|        |  | Parlamentet | Parlamentet | Parlamentet | Parlamentet | Godkänt    |  | 2012-05-03 |  | 56 | 0 | 0 |  |

| Danmark |  | 2011-12-09  |             | 2013-05-02  |             | 2013-05-08 |  | 2013-05-29 |  |     |   |   |  |
| ------- |  | ----------- | ----------- | ----------- | ----------- | ---------- |  | ---------- |  | --- | - | - |  |
|         |  | Folketinget | Folketinget | Folketinget | Folketinget | Godkänt    |  | 2013-05-02 |  | 113 | 0 | 0 |  |

| Estland |  | 2011-12-09  |             | 2012-09-12  |             | 2012-09-18 |  | 2012-10-24 |  |    |   |   |  |
| ------- |  | ----------- | ----------- | ----------- | ----------- | ---------- |  | ---------- |  | -- | - | - |  |
|         |  | Parlamentet | Parlamentet | Parlamentet | Parlamentet | Godkänt    |  | 2012-09-12 |  | 75 | 0 | 0 |  |

| Finland |  | 2011-12-09 |           | 2012-12-18 |           | 2013-03-15 |  | 2013-05-06 |  |                |    |   |  |
| ------- |  | ---------- | --------- | ---------- | --------- | ---------- |  | ---------- |  | -------------- | -- | - |  |
|         |  | Riksdagen  | Riksdagen | Riksdagen  | Riksdagen | Godkänt    |  | 2012-12-18 |  | 131            | 34 | 0 |  |
| Åland   |  | Lagtinget  | Lagtinget | Lagtinget  | Lagtinget | Godkänt    |  |            |  | Ingen votering |    |   |  |

| Frankrike |  | 2011-12-09           |                      | 2013-01-17           |                      | 2013-01-28 |  | 2013-03-20 |  |                |  |  |  |
| --------- |  | -------------------- | -------------------- | -------------------- | -------------------- | ---------- |  | ---------- |  | -------------- |  |  |  |
|           |  | Nationalförsamlingen | Nationalförsamlingen | Nationalförsamlingen | Nationalförsamlingen | Godkänt    |  | 2013-01-17 |  | Ingen votering |  |  |  |
|           |  | Senaten              | Senaten              | Senaten              | Senaten              | Godkänt    |  | 2013-01-15 |  | Ingen votering |  |  |  |

| Grekland |  | 2011-12-09  |             | 2012-10-30  |             | 2012-11-05 |  | 2012-12-27 |  |     |    |   |  |
| -------- |  | ----------- | ----------- | ----------- | ----------- | ---------- |  | ---------- |  | --- | -- | - |  |
|          |  | Parlamentet | Parlamentet | Parlamentet | Parlamentet | Godkänt    |  | 2012-10-30 |  | 283 | 12 | 5 |  |

| Irland |  | 2011-12-09        |                   | 2012-06-27        |                   | 2012-07-03 |  | 2012-10-08 |  |                |  |  |  |
| ------ |  | ----------------- | ----------------- | ----------------- | ----------------- | ---------- |  | ---------- |  | -------------- |  |  |  |
|        |  | Representanthuset | Representanthuset | Representanthuset | Representanthuset | Godkänt    |  | 2012-06-19 |  | Ingen votering |  |  |  |
|        |  | Senaten           | Senaten           | Senaten           | Senaten           | Godkänt    |  | 2012-06-27 |  | Ingen votering |  |  |  |

| Italien |  | 2011-12-09         |                    | 2012-02-28         |                    | 2012-02-29 |  | 2012-04-10 |  |     |   |    |  |
| ------- |  | ------------------ | ------------------ | ------------------ | ------------------ | ---------- |  | ---------- |  | --- | - | -- |  |
|         |  | Deputeradekammaren | Deputeradekammaren | Deputeradekammaren | Deputeradekammaren | Godkänt    |  | 2012-02-15 |  | 483 | 2 | 30 |  |
|         |  | Senaten            | Senaten            | Senaten            | Senaten            | Godkänt    |  | 2012-02-28 |  | 216 | 2 | 22 |  |

| Kroatien |  | 2011-12-09     |                | 2012-03-09     |                | 2012-03-28 |  | 2012-04-04 |  |      |      |      |  |
| -------- |  | -------------- | -------------- | -------------- | -------------- | ---------- |  | ---------- |  | ---- | ---- | ---- |  |
|          |  | Folkomröstning | Folkomröstning | Folkomröstning | Folkomröstning | Godkänt    |  | 2012-01-22 |  | 67 % | 33 % | 44 % |  |
|          |  | Parlamentet    | Parlamentet    | Parlamentet    | Parlamentet    | Godkänt    |  | 2012-03-09 |  | 136  | 0    | 0    |  |

| Lettland |  | 2011-12-09  |             | 2012-03-22  |             | 2012-04-02 |  | 2012-06-06 |  |    |   |   |  |
| -------- |  | ----------- | ----------- | ----------- | ----------- | ---------- |  | ---------- |  | -- | - | - |  |
|          |  | Parlamentet | Parlamentet | Parlamentet | Parlamentet | Godkänt    |  | 2012-03-22 |  | 79 | 0 | 0 |  |

| Litauen |  | 2011-12-09  |             | 2012-04-26  |             | 2012-05-08 |  | 2012-06-20 |  |    |   |   |  |
| ------- |  | ----------- | ----------- | ----------- | ----------- | ---------- |  | ---------- |  | -- | - | - |  |
|         |  | Parlamentet | Parlamentet | Parlamentet | Parlamentet | Godkänt    |  | 2012-04-26 |  | 84 | 2 | 6 |  |

| Luxemburg |  | 2011-12-09  |             | 2012-10-09  |             | 2012-11-29 |  | 2013-01-17 |  |    |   |   |  |
| --------- |  | ----------- | ----------- | ----------- | ----------- | ---------- |  | ---------- |  | -- | - | - |  |
|           |  | Parlamentet | Parlamentet | Parlamentet | Parlamentet | Godkänt    |  | 2012-10-09 |  | 59 | 0 | 0 |  |

| Malta |  | 2011-12-09  |             | 2012-03-05  |             | 2012-03-05 |  | 2012-04-02 |  |    |   |   |  |
| ----- |  | ----------- | ----------- | ----------- | ----------- | ---------- |  | ---------- |  | -- | - | - |  |
|       |  | Parlamentet | Parlamentet | Parlamentet | Parlamentet | Godkänt    |  | 2012-03-05 |  | 69 | 0 | 0 |  |

| Nederländerna |  | 2011-12-09 |            | 2013-04-16 |            | 2013-04-18 |  | 2013-05-31 |  |     |    |   |  |
| ------------- |  | ---------- | ---------- | ---------- | ---------- | ---------- |  | ---------- |  | --- | -- | - |  |
|               |  | Underhuset | Underhuset | Underhuset | Underhuset | Godkänt    |  | 2013-02-05 |  | 115 | 31 | 0 |  |
|               |  | Senaten    | Senaten    | Senaten    | Senaten    | Godkänt    |  | 2013-04-16 |  | 58  | 12 | 0 |  |

| Polen |  | 2011-12-09 |         | 2012-10-04 |         | 2012-10-16 |  | 2012-02-12 |  |     |   |   |  |
| ----- |  | ---------- | ------- | ---------- | ------- | ---------- |  | ---------- |  | --- | - | - |  |
|       |  | Sejmen     | Sejmen  | Sejmen     | Sejmen  | Godkänt    |  | 2012-09-14 |  | 431 | 0 | 1 |  |
|       |  | Senaten    | Senaten | Senaten    | Senaten | Godkänt    |  | 2012-10-04 |  | 76  | 0 | 0 |  |

| Portugal |  | 2011-12-09  |             | 2012-09-21  |             | 2012-11-14 |  | 2012-12-19 |  |     |   |    |  |
| -------- |  | ----------- | ----------- | ----------- | ----------- | ---------- |  | ---------- |  | --- | - | -- |  |
|          |  | Parlamentet | Parlamentet | Parlamentet | Parlamentet | Godkänt    |  | 2012-09-21 |  | 206 | 0 | 24 |  |

| Rumänien |  | 2011-12-09  |             | 2012-06-26  |             | 2012-07-02 |  | 2012-08-02 |  |     |   |   |  |
| -------- |  | ----------- | ----------- | ----------- | ----------- | ---------- |  | ---------- |  | --- | - | - |  |
|          |  | Parlamentet | Parlamentet | Parlamentet | Parlamentet | Godkänt    |  | 2012-06-26 |  | 378 | 0 | 0 |  |

| Slovakien |  | 2011-12-09  |             | 2012-02-01  |             | 2012-02-17 |  | 2012-03-19 |  |     |   |   |  |
| --------- |  | ----------- | ----------- | ----------- | ----------- | ---------- |  | ---------- |  | --- | - | - |  |
|           |  | Parlamentet | Parlamentet | Parlamentet | Parlamentet | Godkänt    |  | 2012-02-01 |  | 145 | 0 | 0 |  |

| Slovenien |  | 2011-12-09  |             | 2013-04-02  |             | 2013-04-10 |  | 2013-06-18 |  |    |   |   |  |
| --------- |  | ----------- | ----------- | ----------- | ----------- | ---------- |  | ---------- |  | -- | - | - |  |
|           |  | Parlamentet | Parlamentet | Parlamentet | Parlamentet | Godkänt    |  | 2013-04-02 |  | 82 | 0 | 0 |  |

| Spanien |  | 2011-12-09         |                    | 2012-10-24         |                    | 2012-10-30 |  | 2013-01-08 |  |     |   |   |  |
| ------- |  | ------------------ | ------------------ | ------------------ | ------------------ | ---------- |  | ---------- |  | --- | - | - |  |
|         |  | Deputeradekammaren | Deputeradekammaren | Deputeradekammaren | Deputeradekammaren | Godkänt    |  | 2012-10-11 |  | 350 | 0 | 0 |  |
|         |  | Senaten            | Senaten            | Senaten            | Senaten            | Godkänt    |  | 2012-10-24 |  | 266 | 0 | 0 |  |

| Storbritannien |  | 2011-12-09 |            | 2013-01-21 |            | 2013-01-31 |  | 2013-05-20 |  |                |  |  |  |
| -------------- |  | ---------- | ---------- | ---------- | ---------- | ---------- |  | ---------- |  | -------------- |  |  |  |
|                |  | Underhuset | Underhuset | Underhuset | Underhuset | Godkänt    |  | 2012-11-27 |  | Ingen votering |  |  |  |
|                |  | Överhuset  | Överhuset  | Överhuset  | Överhuset  | Godkänt    |  | 2013-01-21 |  | Ingen votering |  |  |  |

| Sverige |  | 2011-12-09 |           | 2012-11-07 |           | okänt datum |  | 2013-01-08 |  |     |    |   |  |
| ------- |  | ---------- | --------- | ---------- | --------- | ----------- |  | ---------- |  | --- | -- | - |  |
|         |  | Riksdagen  | Riksdagen | Riksdagen  | Riksdagen | Godkänt     |  | 2012-11-07 |  | 280 | 20 | 0 |  |

| Tjeckien |  | 2011-12-09         |                    | 2012-06-08         |                    | 2012-06-26 |  | 2012-07-04 |  |     |   |    |  |
| -------- |  | ------------------ | ------------------ | ------------------ | ------------------ | ---------- |  | ---------- |  | --- | - | -- |  |
|          |  | Deputeradekammaren | Deputeradekammaren | Deputeradekammaren | Deputeradekammaren | Godkänt    |  | 2012-06-08 |  | 151 | 0 | 13 |  |
|          |  | Senaten            | Senaten            | Senaten            | Senaten            | Godkänt    |  | 2012-04-25 |  | 59  | 0 | 0  |  |

| Tyskland |  | 2011-12-09    |               | 2013-06-07    |               | 2013-06-14 |  | 2013-06-21 |  |     |   |   |  |
| -------- |  | ------------- | ------------- | ------------- | ------------- | ---------- |  | ---------- |  | --- | - | - |  |
|          |  | Förbundsdagen | Förbundsdagen | Förbundsdagen | Förbundsdagen | Godkänt    |  | 2013-05-16 |  | 583 | 0 | 6 |  |
|          |  | Förbundsrådet | Förbundsrådet | Förbundsrådet | Förbundsrådet | Godkänt    |  | 2013-06-07 |  | 69  | 0 | 0 |  |

| Ungern |  | 2011-12-09  |             | 2012-02-13  |             | 2012-02-14 |  | 2012-03-22 |  |     |   |   |  |
| ------ |  | ----------- | ----------- | ----------- | ----------- | ---------- |  | ---------- |  | --- | - | - |  |
|        |  | Parlamentet | Parlamentet | Parlamentet | Parlamentet | Godkänt    |  | 2012-02-13 |  | 334 | 0 | 5 |  |

| Österrike |  | 2011-12-09    |               | 2012-07-06    |               | 2012-07-09 |  | 2012-08-08 |  |     |   |   |  |
| --------- |  | ------------- | ------------- | ------------- | ------------- | ---------- |  | ---------- |  | --- | - | - |  |
|           |  | Nationalrådet | Nationalrådet | Nationalrådet | Nationalrådet | Godkänt    |  | 2012-07-04 |  | 152 | 7 | 0 |  |
|           |  | Förbundsrådet | Förbundsrådet | Förbundsrådet | Förbundsrådet | Godkänt    |  | 2012-07-06 |  | 53  | 2 | 0 |  |